# Брют
Шампанское брют —  игристое вино, которое отличается низким количеством сахара.
Брют разделяется на несколько видов, согласно количеству сахара:
- классический брют — 0,6—1,5 % (0—12 г/л[1][2])
- экстра брют — 0,3—0,6 % (0—6 г/л[1][2])
- брют натюр — не выше 0,3 % (0—3 г/л[1][2])

Экстра брют и брют натюр относятся к абсолютно сухому шампанскому. Брют натюр фактически является экстра брют без дозажа. Настоящий брют изготовляется без дозажа.
Благодаря низкому количеству сахара, во вкусе ярко выделяется фруктово-цитрусовая кислинка и яблочное послевкусие. Брют пользуется популярностью среди гурманов за истинный вкус игристого вина.
Учитывая низкое содержание сахара, концентрация алкоголя тоже сравнительно невысокая — всего 9—13°. У сладких игристых вин выше — до 19°.

## Этимология
Брют — в переводе с французского «brut» [bru:t] означает — «сухой».

## История
Появился в Лангедоке. Первое появление брюта связывают с французом по имени Виктор Ламбер. Именно он в 1874 году разработал новую технологию ферментации — яблочно-молочную. С помощью этого процесса яблочная кислота трансформируется в молочную, что и является основой для получения брюта.
Во второй половине XX века брют стал привычной маркой шампанского и стал чаще подаваться на приемах. Первоначальная норма сахара для брюта была 15 г/л, но потом была снижена до 12 г/л.
Одним из первых регулярно производимых сортов экстра брют стал Bollinger R.D. Extra Brut, который находится на рынке с 1960-х годов. В 1980 годах были представлены концептуальный брют натюр без дозажа Piper Heidsieck (Brute Savage) и Laurent-Perrier (Ultra Brut).
В 1980-х годах производство невинтажного брют натюр домом Tarlant составлял до 50 тысяч бутылок в год.
В 2014 году дом louis Roeder выпустил винтажный Brut Nature, с отсутствием дозажа, до этого все брют-зеро изготавливались как ассамбляжи различных винтажей.

## Производство
Пока происходит период брожения, бутылка хранится горловиной вниз и с течением времени угол её наклона увеличивается чтобы скопился дрожжевой осадок, для дальнейшего его удаления.
Горловину бутылки закупоривают пробкой из капрона или коры пробкового дуба — такая пробка сидит намного плотнее пластиковой и лучше удерживает углекислый газ. Преимущество натуральной пробки также в аромате, которым она наделяет шампанское.
Поверх пробки надевают мюзле — проволоку для шампанского, скрученную по определённой технологии.
Когда бутылка откупоривается, газ всплывает пузырьками.

## Сочетание с другими продуктами
Шампанское брют — это аперитив, который как правило, идёт перед основным блюдом. Зачастую его подают с морепродуктами, твёрдыми сортами сыра и лёгкими салатами.
Несмотря на общую категорию аперитива, брют также подают со свининой, говядиной и птицей.
Этот вид сухого игристого также сочетают с десертами, в состав которых не входят цитрусовые или сладкий шоколад, чтобы подчеркнуть его чистый вкус. Брют сочетается с фруктовыми пудингами, ореховыми пирожными и мороженым.
К столу подают шампанское охлажденным до 8-12 градусов по Цельсию в ведре для льда. Такая подача обеспечивает быстрое охлаждение и долгое хранение холода.
Брют раскрывает букет в удлиненных бокалах для шампанского, чтобы максимально долго сохранялась пена и «игра» пузырьков.